# Tephrosia subamoena
Tephrosia subamoena là một loài thực vật có hoa trong họ Đậu. Loài này được J.R.Drumm. & Hemsl. miêu tả khoa học đầu tiên.